# Jan Adam I Liechtenstein
Jan Adam I Andrzej Bogaty właśc. Johannes Adam I Andreas von Liechtenstein (ur. 16 sierpnia 1662 w Brnie, zm. 16 czerwca 1712 w Wiedniu) – trzeci członek rodu Liechtensteinów z tytułem książęcym, książę opawski i karniowski, wykupił ziemie Vaduz i Schellenbergu i uzyskał imperialną bezpośredniość cesarską, która później stanowiła podstawę dla utworzenia cesarskiego księstwa Liechtensteinu; kolekcjoner dzieł sztuki, syn Karola Euzebiusza I.

## Życiorys
Jan Adam I urodził się w Brnie. W wieku 22 lat przejął majątek zmarłego w 1684 roku ojca – Karola Euzebiusza I. Ród Liechtensteinów był zadłużony na 800 000 guldenów jednak nowemu księciu udało się szybko uregulować długi pozostawione przez ojca, dzięki rygorystycznej reorganizacji całego zarządzania majątkiem, która obejmowała szerokie zmiany kadrowe. Ponadto wprowadzone zmiany przyniosły taki pozytywny skutek, że wkrótce po spłaceniu długów Liechtensteinowie zwiększyli swoje zyski, a młody książę zyskał przydomek Bogaty (niem. der Reiche).

### Talent ekonomiczny
Wyjątkowy talent gospodarczy księcia Jana Adama wykorzystywał cesarz Leopold I, który powołał go w 1687 roku do tajnej rady, a w 1694 odznaczył Orderem Złotego Runa. Bogaty Liechtenstein wielokrotnie udzielał znacznych pożyczek austriackiemu dworowi. W 1698 roku Jan Adam znalazł się w komisji, która miała zreorganizować finanse cesarskie i uporządkować zrujnowany majątek Habsburgów, niestety w związku z oporem urzędników Książę zrezygnował z tego zlecenia. Powrócił do polityki wewnętrznej Austrii, kiedy w latach 1703-1705 kierował bankiem Banca del Giro w Wiedniu. Jan Adam I współpracował również następcą Leopolda I - Józefem I, który zaproponował mu udział w wyborach elektorskich we Frankfurcie w 1711 roku w charakterze posła, jednak Liechtenstein musiał odmówić w związku ze złym zdrowiem. Jan Adam był zatem bardzo blisko związany z monarchią austriacką i dynastią habsburską.

### Fascynacja kulturą i sztuką
Jan Adam I poza smykałką do ekonomii był również bardzo zafascynowany barokową kulturą i sztuką, o czym świadczy to, że odnowił większość rezydencji Liechtensteinów, w tym Feldsberg, czy Plumenau. Zlecił również wybudowanie osady Lichtental u bram Wiednia, która obecnie stanowi część 9. dzielnicy stolicy Austrii. Jan Adam zlecił Domenicowi Martinellemu wybudowanie barokowego pałacu w Wiedniu (Pałac Miejski Liechtenstein, niem. Stadtpalais Liechtenstein), od lat stanowi jedną z najważniejszych siedzib rodu. W następnych latach wybudował również pałac ogrodowy (niem. Gartenpalais) zaprojektowany przez Domenico Egidio Rossi'ego, który dziś stanowi siedzibę Muzeum Liechtensteinów. Przez całe swoje życie Jan Adam zgromadził bardzo pokaźną kolekcję dzieł sztuki (obrazów i rzeźb), która stanowiła podwaliny pod współczesne książęce zbiory sztuki. Wśród obrazów zebranych przez Liechtensteina znalazły się malunki takich twórców jak: Paul Rubens, Agostino Caracci, Guido Reni czy Francesco Gessi.

### Schellenberg i Vaduz
Jan Adam Liechtenstein starał się również osiągnąć to co nie udało się jego przodkom, czyli utworzenie cesarskiego księstwa. Musiałby w tym celu wykupić ziemię bezpośrednio od Rzeszy, do czego okazja nadarzyła się w 1696 roku. Wystawiono wówczas na sprzedaż niewielkie hrabstwo Schellenberg nad Renem, które było zrujnowane przez wojny (leżało na pograniczu Austrii z Konfederacją) oraz słabo zarządzane przez hrabiów von Hohenems. Bogaty Liechtenstein pokonał konkurencję i zakupił hrabstwo Schellenberg 18 stycznia 1699 rok za kwotę 115 tysięcy guldenów. Równocześnie uzyskał prawo pierwokupu pozostałej części majątku Hohenemsów, czyli hrabstwa Vaduz. Uznanie władzy książęcej Liechtensteina nastąpiło dopiero w 1707 roku, kiedy Jan Adam pożyczył 250 tysięcy guldenów władzom okręgu szwabskiego, do którego należało zakupione przez niego hrabstwo. W 1712 roku ostatni z Hohenemsów zmuszony był sprzedać pozostały majątek. Jan Adam wykupił hrabstwo Vaduz po znacznie wygórowanej cenie 290 000 guldenów. Umowa została podpisana w lutym 1712 roku i potwierdzona przez cesarza Karola VI 7 marca 1712 roku. Nadal jednak Liechtensteinowie nie stali się Książętami Cesarskimi, a sam Jan Adam nigdy nie doczekał się tego wydarzenia.

### Niepewna sukcesja
Jan Adam Liechtenstein miał wraz ze swoją żoną Edmundą Marią von Dietrichstein-Nikolsburg dwanaścioro dzieci, a wśród nich dwóch synów. Starszy z potomków Jana Adama – Karol Józef zmarł w 1704 roku w wieku 20 lat, a młodszy – Franciszek Dominik w 1711 roku. W momencie śmierci Jan Adam pozostawał bez męskiego potomka. Zgodnie z zasadą primogenitury tytuły i majątek po Janie Adamie miał odziedziczyć najstarszy żyjący potomek najstarszego z rodu, a w tamtym momencie był nim kuzyn księcia - Antoni Florian, wnuk Gundakara, brata Karola I, czyli dziadka księcia. Jan Adam przepisał mu w testamencie dokładnie tyle ile wymagało prawo rodzinne z 1606 roku, zaś całą resztę, w tym przyszłe księstwo Liechtenstein (hrabstwa Vaduz i Schellenberg) przepisał bratankowi Antoniego Floriana, synowi Filipa Erazma – piętnastoletniemu Józefowi Wacławowi I.